# Roff (Oklahoma)
Roff es un pueblo ubicado en el condado de Pontotoc en el estado estadounidense de Oklahoma. En el año 2010 tenía una población de 162 habitantes y una densidad poblacional de 302,08 personas por km².

## Geografía
Roff se encuentra ubicado en las coordenadas 34°37′36″N 96°50′29″O / 34.62667, -96.84139 (34.626746, -96.841478).

## Demografía
Según la Oficina del Censo en 2000 los ingresos medios por hogar en la localidad eran de $21,576 y los ingresos medios por familia eran $30,156. Los hombres tenían unos ingresos medios de $30,125 frente a los $15,250 para las mujeres. La renta per cápita para la localidad era de $12,157. Alrededor del 18.8% de la población estaban por debajo del umbral de pobreza.